# Birgitte
Birgitte ist ein skandinavischer, insbesondere dänischer und norwegischer, weiblicher Vorname.

## Herkunft und Bedeutung
Der Name Birgitte ist eine Variante des Namens Birgitta, der seinerseits über Brigida – den latinisierten Namen der heiligen Brigida von Kildare (ca. 451–523), einer der drei „Nationalheiligen“ Irlands – letztlich auf den Namen der keltischen, genauer irischen Gottheit Brigid zurückgeht, der wohl so viel wie „die Erhabene“ bedeutet (> protokeltisch *briganti; vgl. Brigantia). In Skandinavien ist Birgitta/Birgitte in vierlei Variationen  – Brigitta, Bergitta, Bergitte, Beritte, Berite, Birgit, Berit, Berith, Beret, Berte, Birte, Birthe, Brita, Britta, Britt usf. – seit dem 15. Jahrhundert einer der häufigsten Taufnamen überhaupt. Seine über Jahrhunderte anhaltende Popularität verdankt sich vor allem der volkstümlichen Verehrung der 1391 heiliggesprochenen Birgitta von Schweden (1303–1373).
Die Form Birgitte ist dabei vor allem in Dänemark und Norwegen beheimatet. Traditionell übliche Kurzformen sind hier Birthe (vornehmlich in Dänemark) sowie Berte und Berit (in Norwegen). Zwischen 1950 und 1980 zählte zudem Gitte zumindest in Dänemark zu den am häufigsten vergebenen Mädchennamen, geriet danach aber jäh wieder aus der Mode. 
In Schweden überwiegt hingegen von jeher die Variante Birgitta mit den Kurzformen Brita, Britta und Britt.

## Namensträgerinnen
- Birgitte, Duchess of Gloucester (* 1944), Mitglied des britischen Königshauses
- Birgitte Cathrine Boye (1742–1824), dänische Dichterin
- Birgitte Federspiel (1925–2005), dänische Schauspielerin
- Birgitte Gøye (1511–1574), dänische Adlige
- Birgitte Hanel (* 1954), dänische Ruderin
- Birgitte Sættem Jomaas (* 1978), norwegische Handballspielerin
- Birgitte Christine Kaas (1682–1761), dänisch-norwegische Dichterin
- Birgitte Raaberg (* 1954), dänische Schauspielerin
- Birgitte Røksund (* 1985), norwegische Biathletin
- Birgitte Hjort Sørensen (* 1982), dänische Schauspielerin
- Birgitte Stærmose (* 1963), dänische Filmregisseurin und Drehbuchautorin
- Birgitte Thott (1610–1662), dänische Schriftstellerin
- Birgitte Wilbek (* 1928), dänische Handball- und Basketballspielerin